# Cosmosoma nettia
Cosmosoma nettia är en fjärilsart som beskrevs av William Schaus 1920. Cosmosoma nettia ingår i släktet Cosmosoma och familjen björnspinnare. Inga underarter finns listade i Catalogue of Life.